# Linseformlen
Linseformlen beskriver lysets gang igennem en tynd sfærisk linse. Specifikt beskriver den sammenhængen mellem brændvidde {\displaystyle f}, genstandsvidde {\displaystyle g} og billedvidde {\displaystyle b}:
{\displaystyle {\frac {1}{g}}+{\frac {1}{b}}={\frac {1}{f}}}
Formlen kan bruges til at finde en passende afstand mellem objekt og linse ({\displaystyle g}), så der kan dannes et klart billede i afstanden {\displaystyle b}.

## Udledning
Udledningen af linseformlen bygger på en række antagelser:
- Linsen er en tynd linse, hvilket vil sige, at tykkelsen er negligibel.
- Linsen er en sfærisk linse, hvilket vil sige, at hver side krummer som et udsnit af en sfære.
- Lys kommer ind med en lille vinkel i forhold til den optiske akse.

På hvert side af linsen er der et brændpunkt i afstanden {\displaystyle f}. Et objekt {\displaystyle G} med højden {\displaystyle h} er i afstanden {\displaystyle g}. Hvis en lysstråle fra toppen af objektet rammer vinkelret på linsen, vil strålen blive afbøjet og gå igennem brændpunktet på den anden side, jf. definitionen på et brændpunkt. Hvis en lysstråle derimod går fra toppen af objektet og igennem det første brændpunkt, før den rammer linsen, vil linsen bøje lyset til at rejse vinkelret på den anden side. Derved vil der være et punkt {\displaystyle B}, hvor strålerne samles, og et reelt billede med højde {\displaystyle h'} derved dannes. Afstanden fra billede til linse kaldes {\displaystyle b}.
Lysstrålerne danner fire retvinklede trekanter, som kan bruges til at relatere {\displaystyle f}, {\displaystyle g} og {\displaystyle b}.
På venstre side dannes en trekant med kateterne {\displaystyle h'} og {\displaystyle f}. Den er indeholdt i en større trekant med kateterne {\displaystyle g} og {\displaystyle h+h'}. Da der dermed er tale om ensvinklede trekanter, gælder det:
{\displaystyle {\begin{aligned}k=&{\frac {h'}{h'+h}}\\k=&{\frac {f}{g}}\end{aligned}}}
hvor {\displaystyle k} er en konstant faktor.
Tilsvarende gælder det for venstresiden:
{\displaystyle {\begin{aligned}k'=&{\frac {h}{h'+h}}\\k'=&{\frac {f}{b}}\end{aligned}}}
hvor {\displaystyle k'} er en konstant faktor.
De to konstanter kan nu lægges sammen:
{\displaystyle {\begin{aligned}{\frac {f}{g}}+{\frac {f}{b}}&=k+k'\\{\frac {f}{g}}+{\frac {f}{b}}&={\frac {h'}{h'+h}}+{\frac {h}{h'+h}}\\{\frac {f}{g}}+{\frac {f}{b}}&={\frac {h'+h}{h'+h}}\\{\frac {f}{g}}+{\frac {f}{b}}&=1\\{\frac {1}{g}}+{\frac {1}{b}}&={\frac {1}{f}}\end{aligned}}}
Dermed er linseformlen udledt.